# Diffraction sur poudre

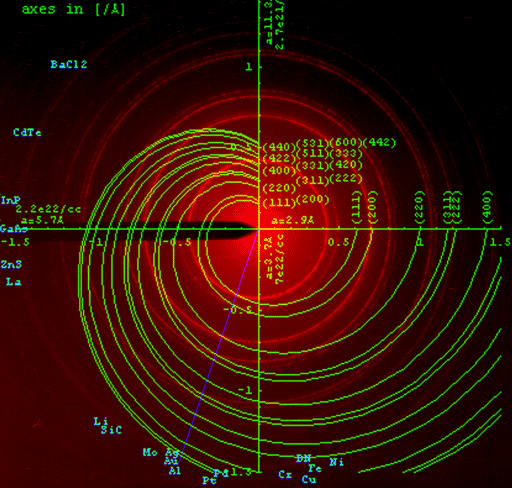
Motif de diffraction sur poudre avec des électrons (rouge) d'un film d'aluminium avec une superposition de spirales CFC (vert) et une ligne d'intersections (bleue) qui détermine le paramètre de réseau.

La diffraction sur poudre est une technique scientifique utilisant la diffraction aux rayons X, la diffraction de neutrons ou la diffraction des électrons sur des échantillons en poudre ou micro-cristallins pour la caractérisation structurale de matériaux. L'instrument dédié à l'exécution de ces mesures est appelé un diffractomètre sur poudre.
La diffraction sur poudre est en contraste avec les techniques de diffraction sur cristal unique, qui fonctionnent mieux avec un monocristal.

## Explications
Un diffractomètre produit des ondes à une fréquence déterminée, qui est donnée par sa source. La source sont souvent des rayons X, parce qu'ils sont le seul type d'ondes avec une fréquence correcte pour l'inter-diffraction de l'échelle atomique. Cependant, les électrons et les neutrons sont également des sources communes, avec leur fréquence déterminée par l'hypothèse de de Broglie. Lorsque ces ondes atteignent la cible, les atomes de la poudre analysée agissent comme un réseau de diffraction, produisant des points lumineux à des angles particuliers. En mesurant l'angle où se produisent ces points lumineux, l'espacement du réseau de diffraction peut être déterminé par la loi de Bragg. Étant donné que l'échantillon lui-même est le réseau de diffraction, cet espacement est appelé l'« espacement atomique » (en).
La distinction entre la diffraction sur poudre et la diffraction sur monocristal, est le degré d'orientation (ou de texture) du cristal étudié. Les monocristaux ont une texture maximale, et sont dits « anisotropes ». En revanche, quand on parle de diffraction sur poudre, chaque orientation cristalline possible est représentée dans un échantillon de poudre, ils sont cette fois isotropes. Dans la pratique, il est parfois nécessaire de faire tourner l'orientation de l'échantillon pour éliminer les effets de texture et de réaliser une véritable expérience aléatoire.
Mathématiquement, les cristaux peuvent être décrits par un réseau de Bravais avec une certaine régularité dans l'espacement entre les atomes. En raison de cette régularité, on peut décrire cette structure d'une manière différente à l'aide du réseau réciproque, qui est liée à la structure originale par une transformation de Fourier. Cet espace en trois dimensions peut être décrit par les axes réciproques x*, y*, z* et/ou bien en coordonnées sphériques q, φ*, et χ*. En diffraction sur poudre, l'intensité est homogène sur φ* et χ*, et il reste seulement q comme quantité mesurable. En effet, la moyenne d'orientation convertit le réseau réciproque tridimensionnel vers une projection sur une seule dimension.

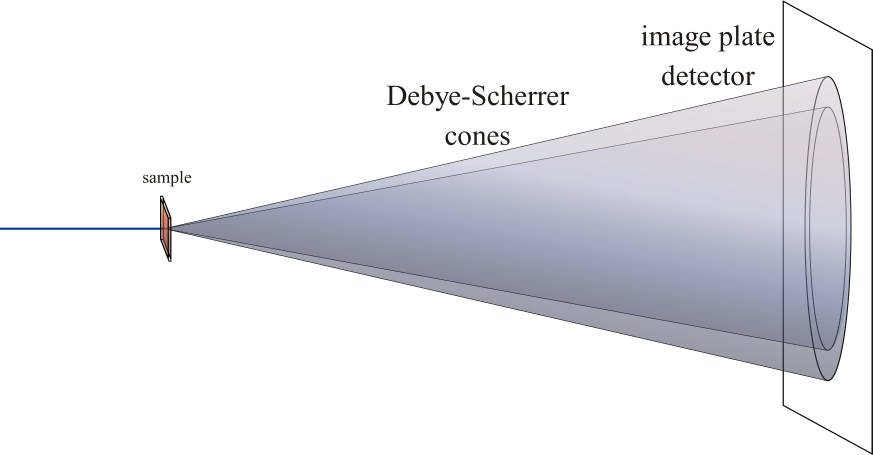
Configuration de diffraction sur poudre à deux dimensions.

Lorsque le rayonnement diffusé est détecté sur un écran, la dispersion statistique des rotations forme des anneaux de diffraction lisses autour de l'axe du faisceau, plutôt que des taches de Laue discrètes observées dans la diffraction sur monocristal. L'angle entre l'axe du faisceau et l'anneau est appelé l'angle de diffusion et en cristallographie aux rayons X, celui-ci est toujours noté 2θ (dans la diffusion de la lumière visible, la convention est généralement de l'appeler θ). Conformément à la loi de Bragg, chaque anneau correspond à un vecteur G particulier du réseau réciproque dans l'échantillon de cristal. Cela conduit à la définition du vecteur de diffusion :
{\displaystyle |G|=q=2k\sin(\theta )={\frac {4\pi }{\lambda }}\sin(\theta ).}
Dans cette équation, G est le vecteur du réseau réciproque, q est égal à la longueur du vecteur du réseau réciproque, k est le vecteur de transfert de densité, θ est la moitié de l'angle de diffraction et λ est la longueur d' onde du rayonnement. Les données de diffraction sur poudre sont généralement présentées sous la forme d'un diagramme de diffraction dont l'intensité diffractée, I, est représentée en fonction de l'angle de diffraction 2θ, ou en fonction de la longueur du vecteur de diffraction q. Cette dernière variable à pour avantage que le diagramme de diffraction ne dépend plus de la valeur de la longueur d'onde λ. L'arrivée du synchrotron a considérablement élargi le choix de la longueur d'onde. Afin de faciliter la comparabilité des données obtenues avec différentes longueurs d'onde, l'utilisation de q est donc recommandée.

## Utilisations
Par rapport à d'autres méthodes d'analyse, la diffraction sur poudre permet une analyse rapide, non-destructrice des mélanges à plusieurs composants. Cela donne des laboratoires dans le monde entier qui ont la capacité d'analyser rapidement des matériaux inconnus et d'effectuer la détermination des matériaux dans des domaines tels que la métallurgie, la minéralogie, la science médico-légale, l'archéologie, la physique de la matière condensée, la biologie. L'identification est effectuée par comparaison du diagramme de diffraction à une norme connue ou, à une base de données tels que le International Centre for Diffraction Data (en) ou le Cambridge Structural Database (en) (CSD). Les progrès dans les matériels et les logiciels, particulièrement améliorés en optique et en détecteurs rapides, ont considérablement amélioré la capacité d'analyse, en particulier par rapport à la vitesse de l'analyse. La physique fondamentale sur laquelle la technique est basée fournit une grande précision dans la mesure des distances interréticulaires, parfois à des fractions d'un Ångström. La capacité d'analyser les matériaux multiphasés permet également l'analyse de la manière dont les matériaux interagissent dans une matrice particulière, telle qu'un comprimé pharmaceutique, une carte de circuit imprimé, un soudage mécanique, ou d'un pigment présent dans une peinture historique. La méthode a été historiquement utilisée pour l'identification et la classification des minéraux, mais elle peut être utilisée pour toutes les matières, même les plus amorphes.

### Identification de phase
L'usage le plus répandu de la diffraction sur poudre est l'identification et la caractérisation des solides cristallins, dont chacun produit un diagramme de diffraction caractéristique. Les positions (correspondant à des distances interréticulaires) et l'intensité relative des raies dans un diagramme de diffraction sont indicatives d'une phase et d'un matériau particulier, fournissant une « empreinte digitale » pour la comparaison. Un mélange à phases multiples, par exemple un échantillon de sol, montrera plus d'un motif superposé, permettant la détermination des concentrations relatives des phases dans le mélange.
J.D. Hanawalt, un chimiste analytique qui a travaillé pour Dow Chemical dans les années 1930, a été le premier à réaliser le potentiel analytique de la création d'une base de données. Aujourd'hui, il est représenté par le Powder Diffraction File (PDF) du Centre international de données de diffraction (en). Celle-ci a été rendue consultable sur tout ordinateur à travers le travail des développeurs de logiciels mondiaux. Il existe maintenant plus de 550 000 documents de référence dans la 2006 Powder Diffraction File Databases. Ce fichier Powder Diffraction contient plusieurs sous-fichiers, tels que les minéraux, les métaux et les alliages, les produits pharmaceutiques, la médecine légale, des excipients, supraconducteurs, semi-conducteurs, etc., avec de grandes collections de matériaux de référence organiques, organométalliques et inorganiques.

### Cristallinité
Contrairement à un motif cristallin constitué par une série de pics pointus, des matériaux amorphes (liquides, verres, etc.) produisent un signal de fond. De nombreux polymères présentent un comportement semi-cristallin, à savoir qu'une partie de la matière forme un cristallite. Une seule molécule de polymère peut ainsi être pliée sur deux cristallites adjacentes différentes et forme ainsi un lien entre eux deux. La partie de liaison est impossible à cristalliser. Le résultat est que la cristallinité n'atteindra jamais 100 %. La XRD sur poudre peut être utilisée pour déterminer la cristallinité en comparant l'intensité du motif de fond à celle des sommets pointus. Les valeurs obtenues à partir de la XRD sur poudre sont généralement comparables, mais pas identiques à celles obtenues par d'autres méthodes, telles que la calorimétrie différentielle à balayage (DSC en anglais).

### Paramètre cristallin
La position d'un pic de diffraction est 'indépendante' des positions atomiques à l'intérieur de la maille et entièrement déterminée par la taille et la forme de la maille élémentaire de la phase cristalline. Chaque pic représente un certain plan cristallin, et peut donc être caractérisé par un indice de Miller. Si la symétrie est élevée, par exemple : cubique ou hexagonale, il n'est généralement pas trop difficile d'identifier l'indice de chaque pic, même pour une phase inconnue. Ceci est particulièrement important pour la chimie à l'état solide, dans laquelle on s'intéresse à trouver et à identifier de nouveaux matériaux. Des programmes d'indexation existent pour analyser les cas plus difficiles, mais si la maille élémentaire est très grande et la symétrie faible (triclinique), le succès n'est pas toujours garanti.

### Tenseurs de dilatation, module d'élasticité isostatique

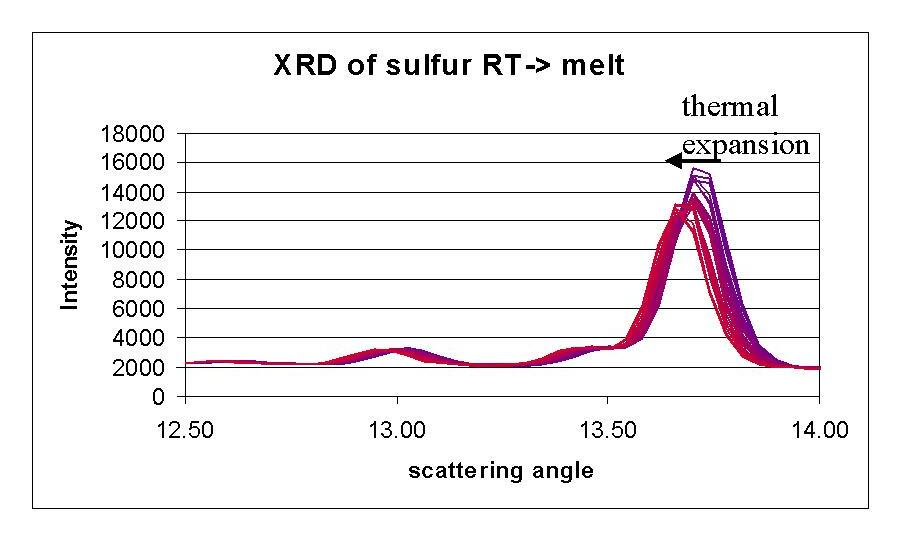
Dilatation thermique d'une poudre de soufre

Les paramètres de maille sont légèrement dépendants de la température et de la pression. la diffraction sur poudre peut être combinée in-situ avec une régulation de température et de pression. Étant donné que ces variables thermodynamiques sont modifiées, les pics de diffraction observés vont évoluer de façon continue pour indiquer des distances réticulaires supérieures ou inférieures lorsque la maille élémentaire se déforme. Cela permet de mesurer des quantités telles que les tenseurs de dilatation thermique et les modules d'élasticité isostatique isothermes, ainsi que la détermination et de l'équation d'état complète de la matière.

### Transitions de phase
Pour certains ensembles de conditions particulières, par exemple 0 °C pour une eau à 1 atm, un nouvel arrangement d'atomes ou de molécules peut devenir stable, amenant à une transition de phase. À ce stade, de nouveaux pics de diffraction apparaissent et certains anciens pics disparaissent en fonction de la symétrie de la nouvelle phase. Si le matériau fond vers un liquide isotrope, toutes les raies nettes vont disparaître et seront remplacées par un large motif amorphe. Si la transition produit une autre phase cristalline, un ensemble de raies va soudainement être remplacé par un autre ensemble. Dans certains cas, toutefois, les raies seront divisées ou fusionnées, par exemple, si le matériau subit une transition de phase du second ordre continue. Dans ce cas, la symétrie peut changer parce que la structure existante est déformée plutôt que remplacée par une autre totalement différente. Par exemple, les pics de diffraction pour les plans du réseau (100) et (001) se trouvent à deux valeurs différentes de q pour une phase tétragonale, mais si la symétrie devient cubique, les deux pics vont coïncider.

### Affinement et détermination de la structure d'un cristal
La détermination de la structure d'un cristal à partir des données de diffraction sur poudre est extrêmement difficile en raison du chevauchement des réflexions dans une mesure sur poudre. Un certain nombre de méthodes existent pour la détermination de structure, tels que le recuit simulé et le retournement de charge. Les structures cristallines de matériaux connus peuvent être améliorées, à savoir en fonction de la température ou de pression, en utilisant la méthode de Rietveld. La méthode de Rietveld est une technique dite 'analyse complète du motif'. Une structure cristalline, ainsi que des informations instrumentales et micro-structurales, est utilisée pour générer un motif de diffraction théorique qui peut être comparé aux données observées. Une méthode des moindres carrés est alors utilisée pour minimiser la différence entre le motif calculé et chaque point du motif observé en ajustant les paramètres du modèle. Les techniques pour déterminer les structures inconnues à partir des données sur poudre existent, mais sont spécialisés et complexes. Voici certains programmes qui peuvent être utilisés pour déterminer la structure : TOPAS, Fox, DASH, GSAS, EXPO2004, et quelques autres.

### Élargissement des pics dû à la taille des cristallites et à la déformation
Il existe de nombreux facteurs qui déterminent la largeur B d'un pic de diffraction. Ceux-ci comprennent :
1. les facteurs instrumentaux ;
2. la présence de défauts par rapport au cristal parfait ;
3. les différences de déformation dans différents grains ;
4. la taille des cristallites.

Il est souvent possible de séparer les effets de taille et de déformation. Lorsque l'élargissement dû à la taille est indépendant de q (K=1/d), l'élargissement dû à la déformation augmente avec la valeur de q. Dans la plupart des cas, il y aura à la fois un élargissement dû à la taille et un autre dû à la déformation. Il est possible de séparer ceux-ci en combinant les deux équations, par ce que l'on appelle la méthode Hall-Williamson :
{\displaystyle B\cdot \cos(\theta )={\frac {k\lambda }{D}}+\eta \cdot \sin(\theta ),}
Ainsi, en traçant {\displaystyle \displaystyle B\cdot \cos(\theta )} en fonction de {\displaystyle \displaystyle \sin(\theta )}, on obtient une ligne droite avec une pente {\displaystyle \displaystyle \eta } et une interception {\displaystyle \displaystyle {\frac {k\lambda }{D}}}.
L'expression est une combinaison de la formule de Scherrer pour l'élargissement dû à la taille et l'expression de Stokes et Wilson pour l'élargissement dû à la déformation. La valeur de η représente la déformation dans les cristallites, la valeur de D représente la taille des cristallites. La constante k est généralement proche de l'unité et varie de 0,8 à 1,39.

### Comparaison entre la diffusion de rayons X et de neutrons
Les photons de rayons X sont dispersés par interaction avec le nuage d'électrons de la matière, tandis que les neutrons sont dispersés par les noyaux. Cela signifie qu'en présence d'atomes lourds avec beaucoup d'électrons, il peut être difficile de détecter les atomes légers par diffraction aux rayons X. En revanche, les longueurs d'onde de diffusion des neutrons de la plupart des atomes sont à peu près égales en grandeur. Des techniques de diffraction de neutrons peuvent donc être utilisées pour détecter des éléments légers tels que l'oxygène ou l'hydrogène en combinaison avec des atomes lourds. La technique de diffraction des neutrons a donc des applications évidentes à des problèmes tels que la détermination des déplacements de l'oxygène dans des matériaux tels que les supraconducteurs à haute température et les ferroélectriques, ou aux liaisons d'hydrogène dans des systèmes biologiques.
Une complication supplémentaire dans le cas de la diffusion des neutrons à partir de matériaux hydrogénés est la forte diffusion incohérente de l'hydrogène (80,27(6) barns). Une solution courante consiste à utiliser la deutération, de manière à remplacer les atomes d'hydrogène 1H dans l'échantillon par des atomes de deutérium (2H). La longueur de diffusion incohérente du deutérium est beaucoup plus petite (2,05(3) barns), facilitant grandement les analyses structurelles. Cependant, dans certains systèmes, le remplacement de l'hydrogène par le deutérium peut modifier les propriétés structurales et dynamiques.
Les neutrons ont également un moment magnétique et seront donc diffusés par des moments magnétiques présents dans l'échantillon étudié. Dans le cas de l'ordre magnétique à longue portée, cela conduit à l'apparition de nouvelles réflexions de Bragg. Dans la plupart des cas simples, la diffraction sur poudre peut être utilisée pour déterminer la taille des moments et leur orientation spatiale.

### Amas arrangés de façon apériodique
La prédiction de l'intensité de la lumière diffusée dans les modèles de diffraction sur poudre à partir des gaz, des liquides et des nano-amas (en) répartis de façon aléatoire à l'état solide, est fait de manière plutôt élégante avec l'équation de diffusion de Debye :
{\displaystyle I(q)=\sum _{i=1}^{N}\sum _{j=1}^{N}f_{i}(q)f_{j}(q){\frac {\sin(qr_{ij})}{qr_{ij}}},}
où l'amplitude du vecteur de diffusion q est donnée dans les unités de distance du réseau réciproque, N est le nombre d'atomes, fi(q) est le facteur de diffusion atomique pour l'atome i  et le vecteur de diffusion q, tandis que rij est la distance entre l'atome i et 'atome j. On peut également l'utiliser pour prédire l'effet de la forme de nano-cristallites sur les pics de diffraction détectés, même si dans certaines directions l'amas ne se compose que d'une seule épaisseur d'atome.

## Instruments

### Caméras
Les caméras les plus simples pour la diffraction des rayons X sur poudre sont constitués d'un petit capillaire et d'un détecteur plan (à l'origine un morceau de film à rayons X, maintenant de plus en plus souvent un détecteur à plaque plate ou un capteur CCD) ou d'un détecteur de forme cylindrique. Ces deux types de caméras sont connus, respectivement, sous le nom de caméra de Laue et de caméra de Debye-Scherrer.
Pour la diffraction des neutrons, des cylindres de vanadium sont utilisés comme supports d'échantillon. Le vanadium a une absorption et une section efficace de diffusion cohérente des neutrons négligeable, et, est donc quasiment invisible dans une expérience de diffraction sur poudre. Le vanadium a cependant une section efficace de diffusion incohérente considérable qui peut causer des problèmes pour des techniques plus sensibles, telles que la diffusion inélastique de neutrons.
Un développement ultérieur sur les appareils à rayons X est la caméra de Guinier. Elle est construite autour d'un monochromateur à cristal courbé focalisateur. L'échantillon est généralement placé dans le faisceau de focalisation, par exemple comme un saupoudrage sur un morceau de ruban adhésif. Un morceau de film cylindrique (ou un détecteur électronique à canaux multiples) est placé sur le cercle de focalisation, mais le rayon incident est empêché d'atteindre le détecteur afin d'éviter les dommages causés par sa forte intensité.

### Diffractomètres

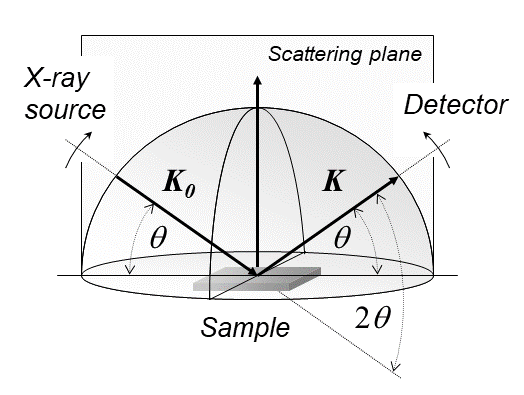
Hémisphère de diffraction montrant les faisceaux incidents et diffractés K_{0} et K qui sont inclinés d'un angle θ par rapport à la surface de l'échantillon

Les diffractomètres peuvent être utilisés aussi bien en transmission qu'en réflexion, la réflexion étant plus courante. L'échantillon de poudre est placé dans un petit récipient en forme de disque et sa surface est soigneusement aplatie. Le disque est mis sur un axe du diffractomètre et incliné d'un angle θ pendant qu'un détecteur (un détecteur à scintillation) tourne autour de lui sur un bras de deux fois cet angle. Cette configuration est connue sous le nom de Bragg-Brentano thêta-2-thêta.
Une autre configuration est celle de Bragg-Brentano thêta-thêta, dans laquelle l'échantillon est fixe alors que le tube à rayons X et le détecteur sont mis en rotation autour de lui. L'angle formé entre le tube et le détecteur est 2θ. Cette configuration est la plus commode pour les poudres lâches.
Les détecteurs sensibles à la position (PSD) et les détecteurs matriciels, qui permettent la collecte de plusieurs angles à la fois, sont de plus en plus populaires sur l'instrumentation actuelle.

### Diffraction de neutrons
Les sources qui produisent un faisceau de neutrons d'intensité et de vitesse appropriées pour la diffraction, ne sont disponibles que dans un petit nombre de réacteurs de recherche. Les instruments à dispersion d'angle (longueur d'onde fixe) ont typiquement une batterie de détecteurs individuels disposés de manière cylindrique autour du porte-obejt, et peuvent donc détecter l'intensité diffusée simultanément sur une large plage de 2θ.

### Tubes à rayons X
L'équipement des laboratoires de diffraction des rayons X repose sur l'utilisation d'un tube à rayons X, qui est utilisé pour émettre des rayons X. Le tube de laboratoire de rayons X le plus couramment utilisé est équipé d'une anode de cuivre, mais ceux de cobalt et de molybdène sont également populaires. La longueur d'onde en nm varie pour chaque source. Le tableau ci-dessous montre ces longueurs d'onde, déterminées par Bearden, et cités dans les tableaux internationaux de cristallographie à rayons X (toutes les valeurs sont exprimées en nanomètres) :
| Élément | Kα (poids moyen) | Kα2 (forte) | Kα1 (très forte) | Kβ (faible) |
| ------- | ---------------- | ----------- | ---------------- | ----------- |
| Cr      | 0,229100         | 0,229361    | 0,228970         | 0,208487    |
| Fe      | 0,193736         | 0,193998    | 0,193604         | 0,175661    |
| Co      | 0,179026         | 0,179285    | 0,178897         | 0,162079    |
| Cu      | 0,154184         | 0,154439    | 0,154056         | 0,139222    |
| Mo      | 0,071073         | 0,071359    | 0,070930         | 0,063229    |

Selon le dernier réexamen de Holzer datant de 1997, ces valeurs sont respectivement :
| Élément | Kα2       | Kα1       | Kβ        |
| ------- | --------- | --------- | --------- |
| Cr      | 0,2293663 | 0,2289760 | 0,2084920 |
| Co      | 0,1792900 | 0,1789010 | 0,1620830 |
| Cu      | 0,1544426 | 0,1540598 | 0,1392250 |
| Mo      | 0,0713609 | 0,0709319 | 0,0632305 |

### Autres sources
Les applications de la diffraction des rayons X sont généralement limitées par le choix de longueurs d'onde relativement faible indiquées dans le tableau ci-dessus. Un choix beaucoup plus important est nécessaire parce que la combinaison de certaines longueurs d'onde et de certains éléments présents dans l'échantillon peut conduire à une forte fluorescence qui augmente le bruit de fond dans le diagramme de diffraction. Un exemple notoire est la présence de fer dans un échantillon lorsqu'on utilise un rayonnement de cuivre.
Une autre limitation est que l'intensité des générateurs traditionnels est relativement faible, ce qui nécessite de longues durées d'exposition et excluant toute mesure en fonction du temps. L'arrivée du synchrotron a radicalement changé cette image et a permis aux méthodes de diffraction sur poudre d'entrer dans une nouvelle phase de développement. Non seulement il y a un plus large choix de longueurs d'onde disponibles, mais la haute brillance du rayonnement synchrotron permet d'observer les changements dans la structure au cours des réactions chimiques, des variations de température, des changements de pression, etc.
La diffraction de neutrons n'est pas la technique la plus courante, car elle nécessite la disponibilité d'un faisceau intense de neutrons produits grâce à un réacteur nucléaire ou une source neutronique par spallation. 

## Avantages et inconvénients
Bien qu'il soit possible de résoudre les structures cristallines à partir des données de rayons X sur poudre seule, son analogue sur monocristal est une technique beaucoup plus puissante pour la détermination de la structure. Cela est directement lié au fait que beaucoup d'informations sont perdues par la transition de l'espace 3D sur un axe 1D. Néanmoins, la diffraction des rayons X sur poudre est une technique puissante et utile dans son domaine. Elle est principalement utilisée pour caractériser et identifier les phases, et d'affiner les détails d'une structure déjà connue, plutôt que de résoudre des structures inconnues.
Les avantages de cette techniques sont :
- la simplicité de préparation de l'échantillon ;
- la rapidité de la mesure ;
- la capacité d'analyser des phases mixtes ;
- la détermination de la structure in situ.

La fabrication et le montage de grands monocristaux est difficile. En effet, il y a beaucoup de matériaux pour lesquels, malgré de nombreuses tentatives, il s'est avéré impossible d'obtenir des monocristaux. Plusieurs matériaux sont facilement accessibles avec une micro-cristallinité suffisante pour la diffraction sur poudre, ou les échantillons peuvent être facilement broyés à partir de cristaux plus grands. Dans le domaine de la chimie à l'état solide, qui vise souvent la synthèse de nouveaux matériaux, des monocristaux de ceux-ci ne sont généralement pas disponibles immédiatement. La diffraction sur poudre est donc l'une des méthodes les plus puissantes pour identifier et caractériser de nouveaux matériaux dans ce domaine.
En particulier pour la diffraction des neutrons, qui nécessite des échantillons plus grands que la diffraction des rayons X en raison d'une dispersion relativement faible, la possibilité d'utiliser de grands échantillons peut être critique, bien que les sources de neutrons plus récentes et plus brillantes sont en cours de conception, qui peuvent changer cette image.
Comme toutes les orientations possibles de cristal sont mesurées simultanément, les temps de collecte peuvent être très courts, même pour des échantillons petits et peu dispersifs. Ceci est non seulement pratique, mais peut être essentiel pour les échantillons qui sont soit instables, soit de façon intrinsèque ou sous un bombardement de rayons X ou de neutrons. Pour cette dernière, il est souhaitable de disposer d'une source de rayonnement élevé. L'arrivée du rayonnement synchrotron et des sources de neutrons modernes a donc beaucoup revitalisé le champ de la diffraction sur poudre, car il est maintenant possible d'étudier les effets dus au changements de température, les cinétiques de réaction et ainsi de suite, au moyen de la diffraction sur poudre résolue en temps.